# Boričevec Toplički
Boričevec Toplički falu Horvátországban, Varasd megyében. Közigazgatásilag Varasdfürdőhöz tartozik.

## Fekvése
Varasdtól 14 km-re délkeletre, községközpontjától 2 km-re délre, a Bednja bal partján, közvetlenül az A4-es autópálya mellett fekszik.

## Története
1857-ben 15, 1910-ben 55 lakosa volt.
1920-ig Varasd vármegye Novi Marofi járásához tartozott, majd a Szerb-Horvát Királyság része lett. 2001-ben a falunak 11 háza és 38 lakosa volt.

## Külső hivatkozások
- Varasdfürdő hivatalos oldala
- A varasdfürdői Szent Márton plébánia blogja Archiválva 2011. augusztus 31-i dátummal a Wayback Machine-ben